# Flickor på fabrik
Flickor på fabrik är en svensk dramafilm från 1935 i regi av Sölve Cederstrand. Den hade Sverigepremiär den 26 december 1935. Den har också visats på SVT.

## Handling
Axel Bergström är direktör på en lampfabrik, där förhållandevis många kvinnor arbetar. En av dessa är Karin Lind. Direktörens son Harry kommer hem efter en lång tids utomlandsvistelse och börjar anonymt arbeta på fabriken för att lära känna personalen. Facket har också en central roll i det hela.

## Rollista (i urval)
- Carl Barcklind - direktör Axel Bergström
- Fritiof Billquist -  ingenjör Harry Bergström
- Birgit Rosengren - Karin Lind
- Karin Ekelund - Margit Bergström, Harrys syster
- Helge Hagerman - Björn Lind, Karins bror
- Ruth Weijden - Lotten Bergström, mor till Harry och Margit
- Naemi Briese - Majken Pettersson
- Gideon Wahlberg - Larsson, fackföreningsombud
- Dagmar Ebbesen - portvakten fru Bengtson
- Gunnar Olsson - Erik Löfstedt
- Olle Törnquist - Sixten "Snoppen" von Holst, vicedirektör[3]

## Filmmusik
- Två hjärtan i en tango, musik av Erik Baumann, Sten Axelson
- Moment rustique, musik av Rogelio Huguet y Tagell, Henry Verdun
- En visa om våren, text och musik av Sten Axelson, framförd av Fritiof Billquist och Birgit Rosengren
- Ungarische Tänze. Nr 5, fiss-moll, musik av Johannes Brahms
- Sans souci, musik av Gabriel-Marie
- Nocturne, piano, nr 19, op. 72:1, e-moll, musik av Frédéric Chopin
- Preludium, piano, op. 28. Nr 6, h-moll, musik av Frédéric Chopin
- Vrede, musik av Erik Baumann[4]